# Джерело
Джерело (укр. Джерело) — село на Украине, находится в Олевском районе Житомирской области.
Код КОАТУУ — 1824485602. Население по переписи 2001 года составляет 192 человека. Почтовый индекс — 11036. Телефонный код — 4135. Занимает площадь 0,78 км².
На укр. Джерело — источник.

## Адрес местного совета
11036, Житомирская область, Олевский р-н, с. Майдан, ул. Ленина, 54